# Lester (Iowa)
Lester és una població dels Estats Units a l'estat d'Iowa. Segons el cens del 2000 tenia 251 habitants.

## Demografia
Segons el cens del 2000, Lester tenia 251 habitants, 103 habitatges, i 70 famílies. La densitat de població era de 53,5 habitants/km².
Dels 103 habitatges en un 26,2% hi vivien nens de menys de 18 anys, en un 62,1% hi vivien parelles casades, en un 4,9% dones solteres, i en un 32% no eren unitats familiars. En el 29,1% dels habitatges hi vivien persones soles el 17,5% de les quals corresponia a persones de 65 anys o més que vivien soles. El nombre mitjà de persones vivint en cada habitatge era de 2,44 i el nombre mitjà de persones que vivien en cada família era de 3,06.
Per edats la població es repartia de la següent manera: un 21,9% tenia menys de 18 anys, un 14,3% entre 18 i 24, un 22,3% entre 25 i 44, un 19,5% de 45 a 60 i un 21,9% 65 anys o més.
L'edat mediana era de 39 anys. Per cada 100 dones de 18 o més anys hi havia 84,9 homes.
La renda mediana per habitatge era de 38.750 $ i la renda mediana per família de 47.083 $. Els homes tenien una renda mediana de 27.083 $ mentre que les dones 20.938 $. La renda per capita de la població era de 17.410 $. Entorn del 3,1% de les famílies i el 4,3% de la població estaven per davall del llindar de pobresa.

## Poblacions més properes
El següent diagrama mostra les poblacions més properes.